# Serolis rugosa
Serolis rugosa is een pissebed uit de familie Serolidae. De wetenschappelijke naam van de soort is voor het eerst geldig gepubliceerd in 1982 door Oleg Grigor'evich Kussakin.